# Apsilochorema extensum
Apsilochorema extensum is een schietmot uit de familie Hydrobiosidae. De soort komt voor in het Australaziatisch gebied.